# Museo Ferroviario de Lousado
El Museo ferroviario de Lousado, Famalicão está instalado en las antiguas oficinas del ferrocarril de Guimarães (1883-1927), que constituyen hoy un icono a considerar en el ámbito de la arquitectura industrial portuguesa. Hasta su cierre, esta infraestructura ferroviaria servía a las líneas de Guimarães y del Miño, de anchos diferentes (respectivamente métrico e ibérico) en vía de ancho mixto.
Esta es una muestra importante del archivo — existente en la CP — de ocho compañías de ferrocarril, desde 1885 hasta 1977. Incluye cuatro locomotoras a vapor, que encabezaban otras tantas composiciones según su tipología.
Posee también la más antigua locomotora de vía estrecha en Portugal, construida en Inglaterra en 1874, que convive con el vagón de consulta médica, donde se homenajea a Egas Moniz, médico ferroviario, galardonado con el Nobel de la Medicina en 1949.
El conjunto presenta secciones especializadas, tales como puentes giratorios, máquinas herramientas para la fabricación y reparaciones de obras, forja, carpintería y corte. Son varias las locomotoras en exposición, todas ellas consideradas joyas ferroviarias, como la locomotora n.º 6 CFPPV, construida en Inglaterra en 1874

## Exposición
La exposición del material circulante, organizada cronológicamente, tiene por objetivo mostrar composiciones de diversos tipos.
El material, construido entre 1875 y 1965 procede de ocho compañías y fue adquirido en seis países a quince construtores.
Ítem (año de construcción):
- Locomotora CFG 6 “Soares Veloso” (1907)
- Locomotora PPF 14 (1905)
- Locomotora Y 144 (1931)
- Locomotora CF PPV 6 (1874)
- Automotor CP ME 7 (1948)
- Vagón A 5 (1906)
- Vagón C 334 (1906)
- Vagón 8229004 (1911)
- Vagón CFG 9443003 (1883)
- Salón de dirección SEyf 5 (1931)
- Vagón CFG 32 (1888)
- Vagón CFPPdeV 11 (1874)
- Dresina MEC 01
- Dresina DIE 3
- Dresina DPE 1
- Puesto rodante de oficinas (1875)
- Vagón Puesto Médico
- Vagón cerrado 1115008
- Cisterna de agua 7013001
- Cuadriciclos a pedal
- Vagonetas (Zorras)
- Grúa rodante 9411001